# Bella și Buldogii
Bella și Buldogii (în engleză: Bella and the Bulldogs) este un serial de televiziune american de comedie creat de Jonathan Butler și Gabriel Garza care s-a difuzat pe Nickelodeon între 17 ianuarie 2015 și 25 iunie 2016. Serialul are în rolurile principale pe Brec Bassinger, Coy Stewart, Jackie Radinsky, Buddy Handleson, Lilimar, Haley Tju și Rio Mangini.